# Парг
Парг (фр. Pargues) — коммуна во Франции, находится в регионе Шампань — Арденны. Департамент — Об. Входит в состав кантона Шаурс. Округ коммуны — Труа.
Код INSEE коммуны — 10278.
Коммуна расположена приблизительно в 165 км к юго-востоку от Парижа, в 105 км южнее Шалон-ан-Шампани, в 31 км к югу от Труа.

## Население
Население коммуны на 2008 год составляло 121 человек.
| 1962 | 1968 | 1975 | 1982 | 1990 | 1999 | 2008 |
| ---- | ---- | ---- | ---- | ---- | ---- | ---- |
| 217  | 180  | 170  | 147  | 138  | 130  | 121  |

## Экономика
В 2007 году среди 73 человек в трудоспособном возрасте (15—64 лет) 56 были экономически активными, 17 — неактивными (показатель активности — 76,7 %, в 1999 году было 70,8 %). Из 56 активных работали 52 человека (27 мужчин и 25 женщин), безработных было 4 (2 мужчины и 2 женщины). Среди 17 неактивных 4 человека были учениками или студентами, 6 — пенсионерами, 7 были неактивными по другим причинам.

## Достопримечательности
- Церковь Рождества Божьей Матери[фр.] (XII—XIII века). Памятник истории с 1988 года[3]
- Алтарь и крест (XVI век). Памятник истории с 1925 года[4]
- Ветроустановка (1901 год). Высота — 15 м. Памятник истории с 2011 года[5]

## Фотогалерея
- Парг
- Парг
- Церковь Рождества Божьей Матери
- Ветроустановка